# Print the Legend
Print the Legend è un film documentario del 2014 diretto da Luis Lopez, J. Clay Tweel.
Prodotto da Netflix, racconta la nascita e la crescita del mondo della stampa 3D, con un'attenzione specifica su startup del settore come MakerBot Industries e Formlabs, e aziende consolidate come Stratasys, 3D Systems e figure controverse come Cody Wilson, attivista che ha creato un database di armi stampate in 3D.

## Trama
Il documentario racconta la nascita della rivoluzione che la stampa 3D sta avendo. Mostra come la startup newyorkese Makerbot industries nasce e cresce sotto la guida di Bre Pettis, l'apertura dei primi Makerbot stores, Parallelamente mostra i primi passi della Startup spinoff del MIT Formlabs e la disputa per violazione dei brevetti da parte di 3D Systems, rappresentato dall'allora CEO e presidente Avi Reichental. Il documentario presenta possibili scenari futuri (in alcuni casi poi rivelatisi non veritieri, come ad esempio la diffusione di massa di stampanti 3D ad uso domestico) ed aspetti oscuri della tecnologia, come ad esempio la storia di Cody Wilson, che ha creato la prima pistola stampata in 3D denominata "Liberator" (nel documentario si vede Wilson sparare con la suddetta pistola) e pubblicato i files di stampa sul portale Thingiverse, di proprietà di Makerbot, che dissociandosi da questa azione vieterà l'upload sul proprio sito di modelli legati ad armi.